# Рязановский, Валентин Александрович
Валентин Александрович Рязановский (1884 — 19 февраля 1968) — российский адвокат, правовед, историк, культуролог.

## Биография
Родился под Костромой в имении своих родителей. После Костромской гимназии поступил на юридический факультет Московского университета, окончив его в 1908 году стал помощником присяжного поверенного. В 1911 году повышал своё образование в Германии.
На 1914 год числился присяжным поверенным в Нижнем Новгороде. В 1914—1917 годах приват-доцент Демидовского юридического лицея по кафедре гражданского права. В 1918—1922 годах ординарный профессор права в Томском, Иркутском и Владивостокском университетах.
В 1922—1934 годах профессор гражданского права юридического факультета в Харбине; в 1924—1929 годах его декан, при его участии появились экономическое отделение и восточный отдел. В 1923—1935 годах работал на КВЖД, получил советское гражданство.
В 1938 году переехал в США. Скончался в 1968 году в Сан-Франциско, похоронен на сербском православном кладбище.
Автор очерков и статей по гражданскому праву и процессу, работ по монгольскому и китайскому праву.
Жена — Антонина (1895—1980) — писатель (псевдоним Нина Фёдорова). Сыновья — историки, доктора философии Николай (1923—2011) и Александр (род. 1928).
Брат - Иван Александрович, был кандидатом на судебные должности при Костромском окружном суде, после окончания Демидовского юридического лицея в 1896 году.

## Публикации
- Выморочное право. — Нижний Новгород: Г. И. Сергеев и В. Е. Чешихин, 1914. — [2], 52 с.; 24
- О посмертном преемстве супругов по русскому праву: Ист.-догмат. очерк. — Нижний Новгород: Г. И. Сергеев и В. Е. Чешихин, 1914. — [6], 218 с.; 23.
- Наследование полнородных, единокровных и единоутробных братьев и сестер в благоприобретенном имуществе. (ст. 1140, т. Х, ч. 1). — Ярославль: тип. Губ. правл., 1916. — [1], 95 с.; 26.
- Преемство в линии восходящей по русскому праву : Ист.-догмат. очерк. — Ярославль: тип. Губ. правл., 1916. — [2], II, 219 с.; 25.
- Единство процесса: очерки // Труды профессоров Иркутского университета. Вып. I. — Иркутск, 1920. (Этот труд посвятил памяти профессора А. А. Симолина)
  - Единство процесса: очерки. — Харбин, 1924.
  - Единство процесса / Рязановский В. А.; Вступ. ст. Треушникова М. К.; Фонд «Междунар. ин-т развития правовой экономики». — М.: Юрид. бюро «Городец», 1996. — 75 с.; 21 см. — (Классика русской юридической литературы). ISBN 5-89391-001-X
  - Единство процесса: Учебное пособие. — М., 2005.
- Обычное право монгольских племен. — Чита: Упр. Бурят. Монгольск. авт. обл., 1921. — 120 с.
- Обычное право бурят. — Чита, 1922.
- Лекции по гражданскому праву: В 5 вып. — Харбин: Тип. КВЖД и др., 1923—1924.
- Современное гражданское право Китая: Вып. 1. — Харбин: Заря, 1926. 197 с. (Английский перевод — * The modern Civil Law of China. Part 1, 2. — Harbin, 1927—1928).
- Customary Law of the Mongol Tribes. 1929.
- К вопросу о влиянии монгольской культуры и монгольского права на русскую культуру и право. — Харбин: Худож. тип., 1931. — 31 с.
  - К вопросу о влиянии монгольской культуры и монгольского права на русскую культуру и право // Вопросы истории, 1993.
- Монгольское право (преимущественно обычное): Исторический очерк. — Харбин: Тип. Н. Е. Чинарева, 1931. 306 с.
- Китайская республика. Законы, постановления // Гражданский кодекс Китайской республики / Под ред. В. А. Рязановского. — Харбин, 1934. — Кн. 4.
- Fundamental Principles of Mongol Law. — Tientsin, 1937 (2-е издание — Indiana University, 1965. 343 p.).
- Customary law of the nomad tribes of Siberia. — Tientsin, 1938 (2-е издание — Indiana University, 1965. 151 p.)
- Обзор русской культуры: В 2 томах: Т. 1. 638 с.; Т. 2. Ч. 1. 557 с.; Т. 2. Ч. 2. 222 с. — Нью-Йорк, 1947—1948.
- Развитие русской научной мысли. — 1949.